# Heterotheca mucronata
Heterotheca mucronata là một loài thực vật có hoa trong họ Cúc. Loài này được V.L.Harms ex B.L.Turner mô tả khoa học đầu tiên năm 1984.